# 簀巻き
簀巻き（すまき）とは、筵でものを巻くこと、または巻いたもののことを言う。もしくは、それから転じた死刑の方法の一つである。

## 概要
元々は身体を筵（むしろ）で巻くことを指していた。しかし、その状態で水の中へ放り込む殺害方法を指す言葉としても使用されるようになった。
殺害法としては犯罪に対して科せられる正式の刑罰としてはあまり見られず、むしろ博徒による私刑の際に多く用いられた。縄で縛られ水に放り込まれても必ずしも死ぬとは限らず、このため重い懲罰や抗争相手を「とっちめる」際に使われた。
また、吉原遊廓で「心中」「枕荒らし」「起請文乱発」「足抜け」「廓内での密通」「阿片喫引」など吉原の掟を破った者の処刑方法としても用いられた。この場合は殺された後に素裸にされ荒菰（あらごも）に包まれ、浄閑寺に投げ込まれた。人間として葬ると後に祟るので、犬や猫なみに扱って畜生道に落とすという考えによったとものとされている。
古代モンゴルでは貴人を処刑する際は血を流さず殺すという慣習があったため、グユクの妃であるオグルガイミシュが簀巻きで川に投げ込まれ処刑された例がある。
明治時代、黒田清隆が酒席で暴れているところを木戸孝允に取り押さえられ、拘束目的で簀巻きにされたことがある。
一般的な遊びの中でも用いられることもある。